# Synchroniczna sieć optyczna
Synchroniczna sieć optyczna (Synchronous Optical NETwork – SONET) – standard transmisji optycznej używający laserów lub diod LED do przesyłania informacji cyfrowej poprzez światłowody. Został on wprowadzony, aby zastąpić PDH (ang. Plesiochronous Digital Hierarchy – Plezjochroniczna Hierarchia Cyfrowa) do przesyłania dużych ilości danych oraz aby pozwalał na bezkonfliktową współpracę urządzeń od różnych dostawców.
Standard ten został opracowany w USA przez firmy Bell-Core i ANSI w latach 80. XX wieku, stał się on najważniejszym standardem sieci światłowodowych w Ameryce Północnej. SONET został zdefiniowany dla charakterystycznych ramek 193-bitowych T-Carrier, więc nie można go było zastosować w warunkach europejskich, ponieważ ramka E-Carrier była 256-bitowa. SONET dostosowany do parametrów E-Carrier nosi nazwę SDH (ang. Synchronous Digital Hierarchy – Synchroniczna Hierarchia Cyfrowa).

## Ramki
Standardowy pakiet składa się z nagłówka i części zasadniczej, w pierwszej kolejności przesyła się nagłówek a zaraz za nim część główną.

## Porównanie SONET i SDH
| System Sygnałów                                                     | System Sygnałów                                           | Symbol OC                                                 | Szybkość transmisji (Mbit/s)                                              |
| SONET                                                               | SDH                                                       | Symbol OC                                                 | Szybkość transmisji (Mbit/s)                                              |
| STS-1 STS-3 STS-9 STS-12 STS-18 STS-24 STS-36 STS-48 STS-96 STS-192 | STM-1 STM-3 STM-4 STM-6 STM-8 STM-12 STM-16 STM-32 STM-64 | OC-1 OC-3 OC-9 OC-12 OC-18 OC-24 OC-36 OC-48 OC-96 OC-192 | 51,84 155,52 466,56 622,08 933,12 1244,16 1866,24 2488,32 4976,64 9953,28 |

## Superramka / Koperta
|   | Nagłówek | Koperta danych |
| - | -------- | -------------- |
| 1 | 3 oktety | 87 oktetów     |
| 2 |          |                |
| 3 |          |                |
| . |          |                |
| . |          |                |
| . |          |                |
| 9 |          |                |

## Struktura SONET
Cała ramka STS-1 ma rozmiar 810 bajtów. Ramka STS-1 jest transmitowana dokładnie w 125 mikrosekund poprzez światłowód OC-1. W praktyce pojęcia STS-1 i OC-1 stosowane są zamiennie, jednak OC-x odnosi się tylko do sygnału optycznego. Jest więc nieprawidłowe mówić, że OC-3 zawiera 3 OC-1: OC-3 zawiera 3 STS-1.
Dwa główne składniki ramki STS-1 to:
- Nagłówek (27 bajtów, 9 rzędów po 3 oktety) – składa się z dwóch części:

-sekcja nagłówkowa
-linia nagłówka
Bajty te służą do sygnalizacji i mierzenia błędów transmisji.
- SPE (Synchronous payload envelope) synchroniczna koperta danych właściwych

Składa się z dwóch części:
- Nagłówek części zasadniczej (9 bajtów) służy do sygnalizowania końca fragmentu i mierzenia błędów
- Część zasadnicza (774 bajty)
Część zasadnicza ramkę STS-1 jest zaprojektowana by przenieść pełną ramkę PDH DS-3. Kiedy sygnał DS-3 wchodzi do sieci SONET ścieżka jest dodawana do nagłówka, i ten element sieci SONET, zwany SONET NE jest uważany za kończący ścieżkę. Kiedy wiele ścieżek DS-3 jest multiplexowane, wtedy SONET NE kończy linię. Obojętnie czy kończona jest linia lub ścieżka, cala sekcja jest kończona. SONET Regenerator kończy sekcje, ale nie ścieżkę lub linię.
Trzy sygnały OC-1 (STS-1) są multiplexerowane poprzez multiplexerowanie dzielone czasowo, aby stworzyć następny poziom OC-3 (STS-3), działający przy przepływności 155,52 Mbitów/s. Multiplexerowanie naprzemiennie wykorzystuje bajty każdej z trzech ramek STS-1 aby stworzyć ramkę STS-3 zawierającą 2430 bajtów i przesyłaną w czasie 125 mikrosekund.
Obwody o wyższych szybkościach są tworzone poprzez sukcesywne łączenie wolniejszych obwodów, ich szybkości są od razu widoczne. Np. cztery obwody OC-3 lub STM-1 mogą zostać zsumowane aby stworzyć obwód o szybkości 622,08 Mbit/s oznaczony jako OC-12, STS-12.
Największą wartością która jest najczęściej wykorzystywaną jest obwód OC-192, który działa z szybkością poniżej 10 Gbit/s. Prędkości powyżej 10 Gbit/s są technicznie możliwe, obecnie są w fazie testów. Gdzie duże wykorzystanie światłowodu jest poważnym problemem, wielokrotne sygnały SONET mogą być transportowane poprzez fale o różnych długościach poprzez jedną parę światłowodów wykorzystuje się technologię Dense Wave Division Multiplexing (DWDM). Takie obwody są podstawą transmisji transatlantyckiej i innych transmisji na duże odległości.

## Związek SONET/SDH z 10 Gigabitowym Ethernetem
Kolejnym szybko rozwijającym się typem przesyłu danych jest 10 Gigabitowy Ethernet (10 GbE). Jest podobny szybkościowo do OC-192/STM-64, w wariancie sieci rozległej, enkapsuluje swoje dane używając ramki SDH/SONET co pozwala jej być kompatybilną z poprzednimi wersjami sprzętu zaprojektowanymi do przenoszenia sygnałów niższego poziomu
Jednak, 10 GbE wyraźnie nie dostarcza żadnej współpracy na poziomie strumienia bitów z innymi systemami SDH/SONET. To różni go od Transponderów Systemu WDM, zawierających systemy Coarse- i Dense-WDM (CWDM, DWDM), które obecnie obsługują sygnały SONET OC-192.

## Architektura sieci SONET
Obecnie SONET(i SDH) mają niewielką liczbę zdefiniowanych architektur. Architektury te pozwalają na efektywne wykorzystanie przepustowości łącza, jak również do ochrony(np. przesyłanie danych w przypadku gdy fragment sieci jest uszkodzony), są one kluczem do zrozumienia wykorzystania SONET i SDH na całym świecie do transmisji danych. Trzy główne architektury to:
- Linear APS(Automatic Protection Switching) Składa się z 4 światłowodów: 2 działających w każdym kierunku, oraz dwóch ochronnych
- UPSR (Unidirectional Path Switched Ring)
- BLSR (Bidirectional Line Switched Ring).

## Synchronizacja SONET
Synchronizacja sieci SONET (i SDH) jest trudnym zagadnieniem. Trzeba pamiętać, że SONET NE transportuje zmultiplexowane dane, które zostały zsynchronizowane za pomocą różnych zegarów. W dodatku SONET NE może mieć wiele różnych opcji synchronizacyjnych do wyboru, w niektórych przypadkach może zmieniać to dynamicznie w oparciu o Synch Status Messages i innych wskaźników.
Źródła synchronizacji SONET NE to:
- Local External Timing, czyli synchronizacja za pomocą zegara atomowego, lub zegara sterowanego satelitarnie. Najczęściej interfejsem w tym przypadku jest DS1.
- Line-derived timing, SONET NE może wybierać (lub być skonfigurowanym)żeby korzystać z synchronizacji z poziomu magistrali, poprzez monitorowanie bajtów synchronizujących S1 żeby zapewnić zgodność synchronizacji.
- Praca z podtrzymaniem. W konieczności z braku synchronizacji o wyższej jakości, SONET NE może przejść w stan „pracy z podtrzymaniem” dopóki wyższe jakościowo źródło zewnętrzne nie będzie dostępne. W tym trybie SONET NE używa własnych obwodów synchronizujących do sygnału SONET

Interesującymi i ciężkim do opisania problemem w sieci SONET jest problem pętli czasowych. W pętlach czasowych każdy z elementów korzysta z synchronizacji każdego innego elementu, jak i z elementu inicjalizującego, co obrazowo można przedstawić jako węża gryzącego się w ogon, sieć zauważa wtedy rozsynchronizowanie względem innych sieci zewnętrznych, co powoduje powstawanie „dziwnych” błędów których źródło jest ciężkie do zlokalizowania(chyba że zostanie odnaleziona pętla czasowa). W zasadzie w dobrze skonfigurowanej sieci SONET nie znajdzie się nigdy pętla czasowa, ale jest to trudne do osiągnięcia bez specjalistycznych narzędzi administracji siecią.